# Todd Witsken
Todd Witsken (* 4. November 1963 in Indianapolis; † 25. Mai 1998 in Zionsville, Indiana) war ein US-amerikanischer Tennisspieler.

## Leben
Witsken spielte von 1983 bis 1985 für die University of Southern California und 1983 bis 1984 für das Junior-Davis-Cup-Team der Vereinigten Staaten. 1985 wurde er Tennisprofi. Im selben Jahr stand er an der Seite von Jorge Lozano, seinem Partner aus Collegezeiten, im Viertelfinale von Indianapolis. Im darauf folgenden Jahr erreichte er durch einen Sieg über Jimmy Connors überraschend das Achtelfinale der US Open, zudem stand er im Halbfinale von Scottsdale. Sein einziges Einzelfinale auf der ATP World Tour erreichte er 1990 in San Francisco, unterlag dort jedoch Andre Agassi. In der Doppelkonkurrenz konnte er zwölf Titel erringen, sechs davon mit seinem langjährigen Partner Lozano. Weitere neun Mal stand er in einem Doppelfinale. Seine höchste Notierung in der Tennisweltrangliste erreichte er 1989 mit Position 43 im Einzel sowie 1988 mit Position vier im Doppel.
Sein bestes Einzelergebnis bei einem Grand-Slam-Turnier war das Erreichen des Viertelfinales der Australian Open 1988. Im selben Jahr stand er an der Seite von Jorge Lozano im Halbfinale der Doppelkonkurrenz der US Open; zudem stand er im Doppel-Viertelfinale der Australian Open und der French Open. Seine Zweitrundenniederlage gegen Greg Holmes im Wimbledon 1989 war mit 5 Stunden und 28 Minuten die längste dort je ausgetragene Partie. Erst 2010 wurde der Rekord beim Rekordmatch zwischen John Isner und Nicolas Mahut gebrochen.
Witsken starb an den Folgen eines Hirntumors. Er war verheiratet und hatte vier Kinder.

## Turniersiege
| Legende                       |
| Grand Slam                    |
| Tennis Masters Cup            |
| ATP Masters Series (2)        |
| ATP International Series Gold |
| ATP International Series (10) |

### Doppel
| Nr. | Datum             | Turnier           | Belag     | Partner           | Finalgegner                      | Ergebnis      |
| --- | ----------------- | ----------------- | --------- | ----------------- | -------------------------------- | ------------- |
| 1.  | 8. Mai 1988       | Forest Hills      | Sand      | Jorge Lozano      | Pieter Aldrich Danie Visser      | 6:3, 7:6      |
| 2.  | 15. Mai 1988      | Rom               | Sand      | Jorge Lozano      | Anders Järryd Tomáš Šmíd         | 6:3, 6:3      |
| 3.  | 10. Juli 1988     | Boston            | Sand      | Jorge Lozano      | Bruno Orešar Jaime Yzaga         | 6:2, 7:5      |
| 4.  | 31. Juli 1988     | Stratton Mountain | Hartplatz | Jorge Lozano      | Pieter Aldrich Danie Visser      | 6:3, 7:6      |
| 5.  | 16. April 1989    | Rio de Janeiro    | Teppich   | Jorge Lozano      | Patrick McEnroe Tim Wilkison     | 2:6, 6:4, 6:4 |
| 6.  | 16. Juli 1989     | Gstaad            | Sand      | Cássio Motta      | Petr Korda Milan Šrejber         | 6:4, 6:3      |
| 7.  | 20. August 1989   | Montreal          | Hartplatz | Kelly Evernden    | Charles Beckman Shelby Cannon    | 6:3, 6:3      |
| 8.  | 12. November 1989 | Stockholm         | Teppich   | Jorge Lozano      | Rick Leach Jim Pugh              | 6:3, 5:7, 6:3 |
| 9.  | 7. April 1991     | Hongkong          | Hartplatz | Patrick Galbraith | Glenn Michibata Robert Van’t Hof | 6:2, 6:4      |
| 10. | 5. Mai 1991       | München           | Sand      | Patrick Galbraith | Anders Järryd Danie Visser       | 7:5, 6:4      |
| 11. | 28. Juli 1991     | Montreal          | Hartplatz | Patrick Galbraith | Grant Connell Glenn Michibata    | 6:4, 3:6, 6:1 |
| 12. | 22. März 1992     | Key Biscayne      | Hartplatz | Ken Flach         | Kent Kinnear Sven Salumaa        | 6:4, 6:3      |